# Suvi Kokkonen

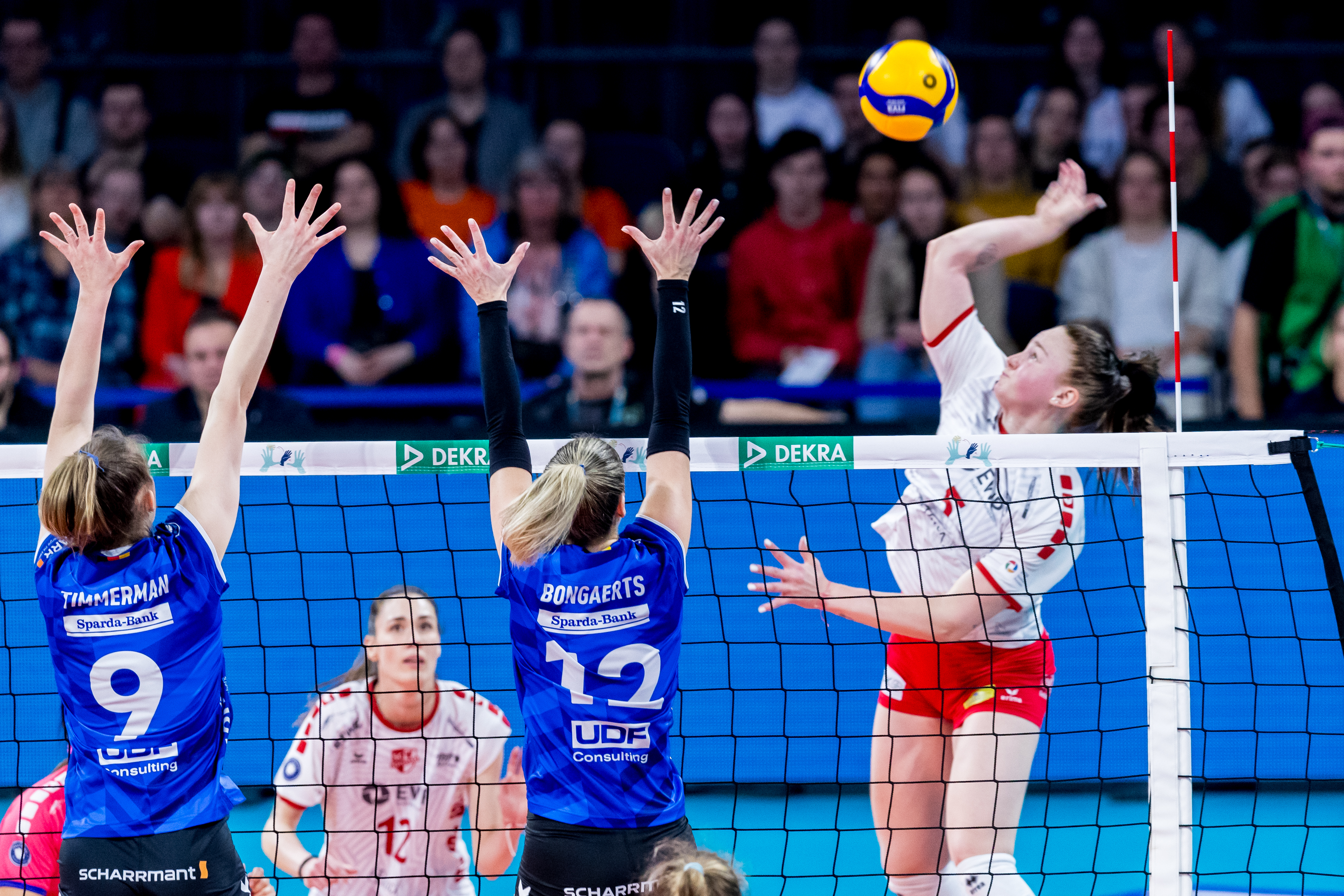
Suvi Kokkonen podczas ataku z lewego skrzydła w finale Pucharu Niemiec 2023/2024

Suvi Kokkonen (ur. 1 lutego 2000 w Uusikaupunki) – fińska siatkarka, reprezentantka kraju, grająca na pozycji przyjmującej.
W wieku 15 lat zadebiutowała w Mestaruusliiga, najwyższej klasie rozgrywkowej w Finlandii, reprezentując klub Kuortaneen Urheiluopisto. W 2017 roku podpisała kontrakt z Hämeenlinnan Lentopallokerho, z którym wywalczyła złoty (2018) i srebrny (2019) medal mistrzostw Finlandii oraz Puchar Finlandii (2018). Ponadto została wybrana najlepszą siatkarką ligi fińskiej sezonu 2018/2019. W 2020 roku przeniosła się do francuskiego Volley-Ball Nantes, w którym występowała dwa lata. Następnie przez jeden sezon była zawodniczką niemieckiego Rote Raben Vilsbiburg.
Pierwszy raz do seniorskiej reprezentacji Finlandii została powołana w 2016 roku przez trenera Tapio Kangasniemi. W 2017 roku wywalczyła srebrny medal Ligi Europejskiej.

## Sukcesy klubowe
Liga fińska:
- 2018[13]
- 2019[14]

Puchar Finlandii:
- 2018[15]

Liga francuska:
- 2021[16]

Liga rumuńska:
- 2025[17]

## Sukcesy reprezentacyjne
Liga Europejska – Złota:
- 2017[18]